# 科濟爾希納 (姆利尼夫區)
50°26′20″N 25°28′31″E / 50.43889°N 25.47528°E
科濟爾希納（烏克蘭語：Козирщина），是烏克蘭西北部的村莊，隸屬里夫內州的杜布諾區。該村面積14.5平方公里，海拔高度241米，2001年人口189，人口密度每平方公里13.1人。